# SEFECHA

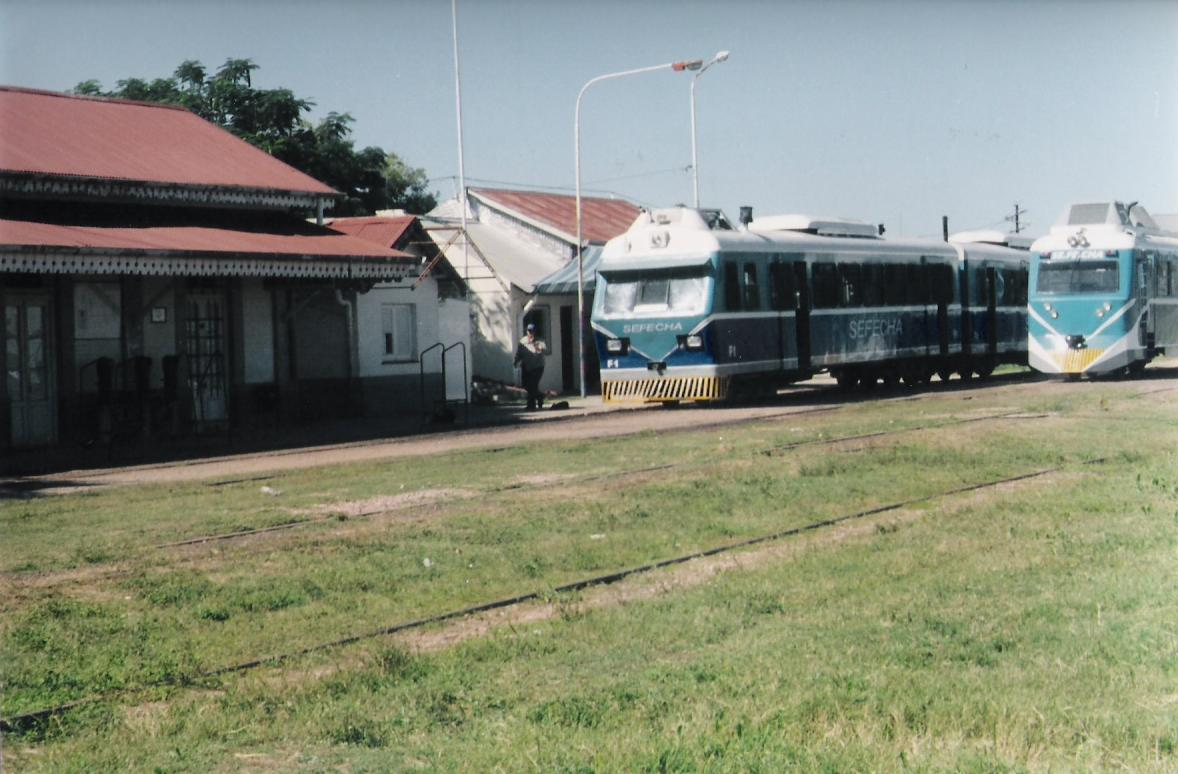
SEFECHA-Triebwagen in der Station Cacuí

Servicios Ferroviarios del Chaco, besser bekannt unter der Abkürzung SEFECHA, ist eine argentinische Eisenbahngesellschaft, die in der Provinz Chaco Mittelstrecken- und Vorort-Passagierstrecken (Großraum Resistencia) bedient.

## Geschichte
Nachdem 1993 die staatliche Eisenbahngesellschaft privatisiert worden war, blieben die Strecken eine Zeitlang ungenutzt, bis sie 1996 von SEFECHA übernommen wurden. Die Gesellschaft wird von der Provinzregierung finanziert, erhält aber im Gegensatz zu den anderen Bahnstrecken keine Gelder von der argentinischen Bundesregierung. Der Betrieb wird seit Gründung der Gesellschaft mit gebrauchten Dieseltriebwagen aufrechterhalten, die von der Stadtbahn von Palma übernommen wurden.
Im Mai 2010 wurde der Betrieb der Bahnstrecken von SEFECHA von der Gesellschaft Operadora Ferroviaria Sociedad del Estado (SOFSE) übernommen, die der argentinischen Nationalregierung untersteht.

## Strecken
Die Vorortbahn zwischen Barranqueras und Puerto Tirol ist bisher seit der Privatisierung der Bahngesellschaft die einzige wirkliche Vorortbahn Argentiniens außerhalb des Großraums Buenos Aires.
| Startbahnhof                  | wichtige Haltepunkte                                     | Endbahnhof                    | Betriebsart                                                    |
| ----------------------------- | -------------------------------------------------------- | ----------------------------- | -------------------------------------------------------------- |
| Puerto Vilelas (Barranqueras) | Barranqueras–Resistencia–Alberdi–Caquí (Umsteigebahnhof) | Puerto Tirol                  | Vorortbahn, mehrmals täglich                                   |
| Resistencia (Station Caquí)   | Charadai–La Sábana                                       | Los Amores (Provinz Santa Fe) | Mittelstrecke, zweimal täglich, davon einmal nur bis La Sábana |
| Presidencia Roque Sáenz Peña  | Campo Largo–Corzuela–Las Breñas–Charata–General Pinedo   | Chorotis                      | Mittelstrecke, einmal täglich                                  |